# Бекетов Микола Миколайович
Бекетов Микола Миколайович (нар. 1 (13) січня 1827, Алфер'ївка (Нова Бекетовка) Пензенської губернії, Російська імперія — 30 листопада (13 грудня) 1911, Харків, Російська імперія) — український і російський фізико-хімік, член Петербурзької академії наук (з 1886).

## Життєпис
Народився у дворянській родині (батько — колишній морський офіцер). Після закінчення 1-ї Санкт-Петербурзької гімназії (1844) вступив на відділення природничих наук філософського факультету Санкт-Петербурзького університету. Через два роки перевівся до Казанського університету й в 1849 отримав ступінь кандидата природничих наук. 
Працював у Харківському університеті на кафедрі хімії (1855–87, з 1859 — професор), водночас знайомився з методикою викладання хімії в університетах Англії, Франції, Німеччини (1858). Захистив докторську дисертацію («Исследования над явлениями вытеснения одних металлов другими», 1865), де виклав свою теорію витіснення металів, встановив ряд активності металів, дав формулювання (дуже близьке до сучасного) закону діючих мас, описав відкритий ним метод відновлення металів (алюмінотермія). У тому ж році вперше почав читати фізичну хімію як самостійну дисципліну. Під час «харківського періоду» опублікував понад 80 наукових праць, започаткував харківську фізико-хімічну школу. 
Здійснював термохімічні дослідження, метою яких було розкрити природу сил хімічної спорідненості. Серед термохімічних досліджень основними є визначення теплот утворення окисів лужних металів і вивчення динаміки хімічних явищ.
У 1864 організував фізико-хімічний відділ при Харківському університеті, на якому з 1865 вперше як самостійну наукову дисципліну систематично читав курс фізичної хімії. Проводив широкі термохімічні дослідження, метою яких було розкрити природу сил хімічної спорідненості. Серед термохімічних досліджень Бекетова основними є визначення теплот утворення окисів лужних металів і вивчення динаміки хімічних явищ.
У 1877 обраний членом-кореспондентом, у 1886 — академіком СПб АН. У 1886 переїхав до Петербургу, працював у академ. хім. лабораторії, викладав на Вищих жіночих курсах. Президент Російського фізико-хімічного товариства.
Один з ініціаторів створення громадської бібліотеки в Харкові, Товариства поширення грамотності, Товариства допомоги нужденним студентам та ін. Першим дослідив мінеральні води хутора Березова під Харковом (нині — курорт). Таємний радник. Нагороджений Ломоносівською премією СПб АН. Член Паризького хімічного товариства, Почесний член Харківського університету.
Брат Андрій (1825—1902) — ботанік, член СПб АН, основоположник експериментальної морфології та географії рослин. Син Олексій (1862—1941) — архітектор, доктор і академік архітектури, професор СПб Академії мистецтв, Заслужений діяч мистецтв УРСР.

## Вшанування
13 січня 2017 року на державному рівні в Україні відзначався ювілей — 190 років з дня народження Миколи Бекетова (1827—1911), фізика, хіміка, засновника фізико-хімічного відділу при Харківському університеті.